# Такер, Мэри
Мэ́ри Кэ́ролинн Та́кер (англ. Mary Carolynn Tucker, род. 20 июля 2001 года, Пайнвилл, Северная Каролина, США) — американская спортсменка, выступающая в стрельбе из винтовки. Серебряный призёр Олимпийских игр 2020 года в командной стрельбе из пневматической винтовки, победительница этапа Кубка мира 2021 года в Нью-Дели в стрельбе из пневматической винтовки на 10 метров.
В 2019 году окончила школу при Военной академии в Сарасоте (англ. Sarasota Military Academy). Учится в университете Кентукки по специальности кинезиология, выступает за университетский клуб Kentucky Wildcats. В марте 2021 года была признана лучшим стрелком на студенческом чемпионате NCAA по стрельбе из винтовки в Коламбусе, победив в обеих личных дисциплинах. Через несколько дней после успеха в Коламбусе победила на этапе Кубка мира в Нью-Дели.
На Олимпийских играх в Токио выступала в обеих личных дисциплинах в стрельбе из винтовки, а также в смешанной командной стрельбе из пневматической винтовки. В личной стрельбе из пневматической винтовки заняла третье место в квалификации, а затем шестое место в финале. В смешанной командной стрельбе вместе с Лукасом Козениски уступила в финале китайской паре и завоевала серебро.

## Личная жизнь
Мать — Дженнифер Такер Могенсен, есть брат Рис. Увлекается прогулками на лошадях, есть кот по кличке Триггер. У Мэри отсутствует обоняние.